# البطولة الوطنية المجرية 1962–63
البطولة الوطنية المجرية 1962–63 (بالمجرية: 1962–1963-as magyar labdarúgó-bajnokság)‏ هو الموسم 61 من البطولة الوطنية المجرية. أشرف على تنظيمه اتحاد المجر لكرة القدم، وكان عدد الأندية المشاركة فيه 14، وفاز فيه نادي فيرينتسفاروشي.